# Jeti (tesorero)

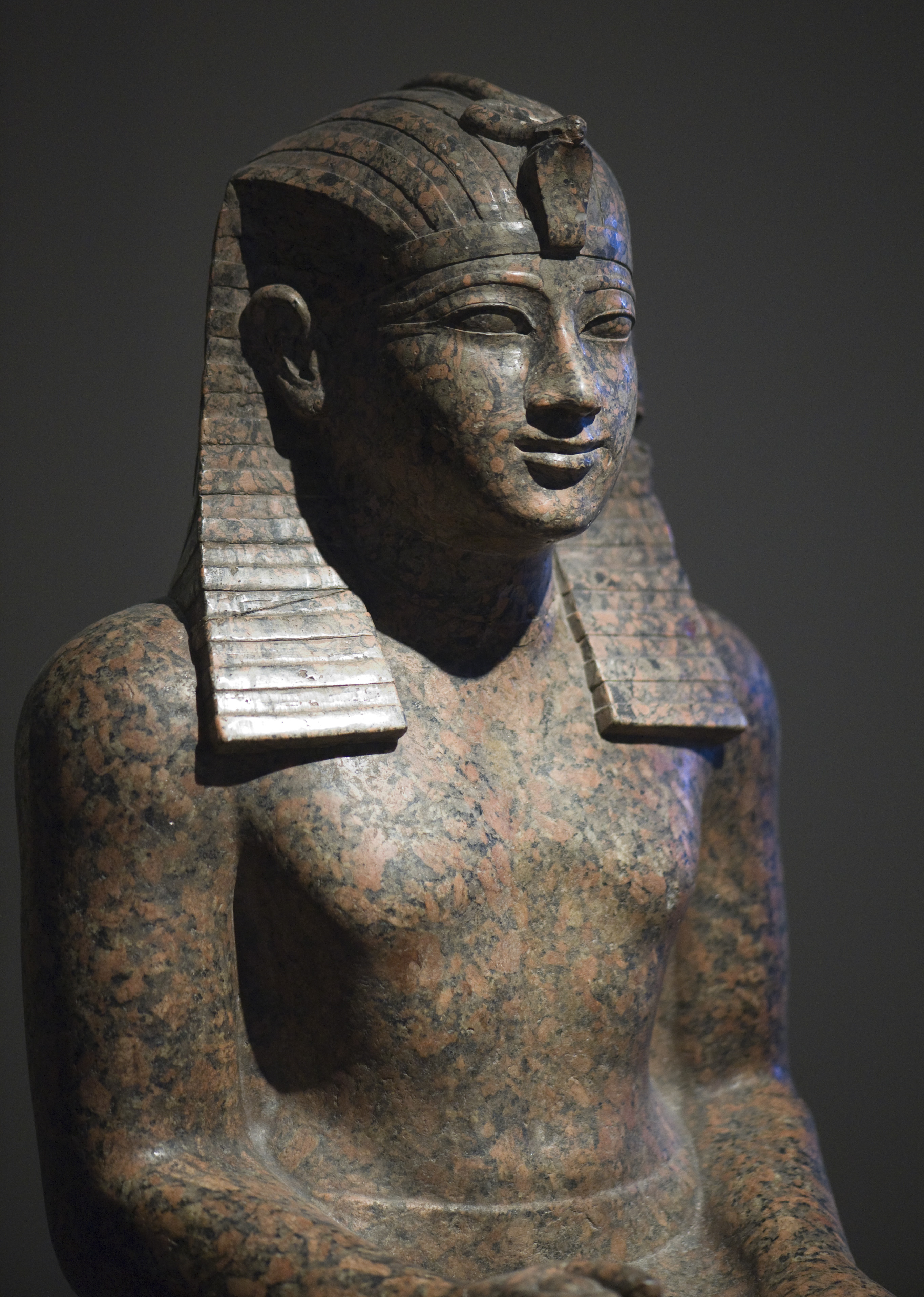
Estatua de Jeti de Karnak. La cabeza es una restauración del.

Jeti fue un "tesorero del rey" y "portador del sello" egipcio de la XI Dinastía, bajo el reinado de Mentuhotep II (c. 2061-2010 a. C.). 

## Biografía
| X · t · i · i |

| X · t · i · i |

Jeti aparece en varias fuentes y parece haber sido una de las figuras más influyentes de la corte real. Llevaba los títulos de "chaty", "canciller del rey del Alto y Bajo Egipto", "interventor de los bienes del rey", "director del oro y la plata y director del lapislázuli y la turquesa", "director de las cosas selladas, "director de los portadores de sellos", "director del tesoro" y "padre divino".
Está representado en dos relieves rupestres de Shatt er-Rigal, donde aparece de pie ante el rey, que viste el traje de la fiesta Heb Sed. Cabe suponer que Jeti participaría en la organización de esta fiesta del jubileo del rey en el año 39 de su reinado. Bajo el mando de su visir, Jeti, Montuhotep II emprendió campañas militares en el sur, en Nubia, registrándose allí la primera aparición del nombre Jeti en los archivos egipcios.
Su sucesor como tesorero fue Meketra.

### Tumba de Jeti
Su nombre y su título aparecen en el templo funerario del rey en Deir el-Bahari y tiene una tumba cerca de ese templo funerario.
La tumba de Jeti (MMA 508 / TT331), hallada en Deir el-Bahari, Asasif Norte, se encontró muy destruida, pero aún quedan muchos restos de relieves que muestran que en su día estuvo decorada. La cámara funeraria se ha conservado mejor y también está decorada.